# Бульвар дю Тампль

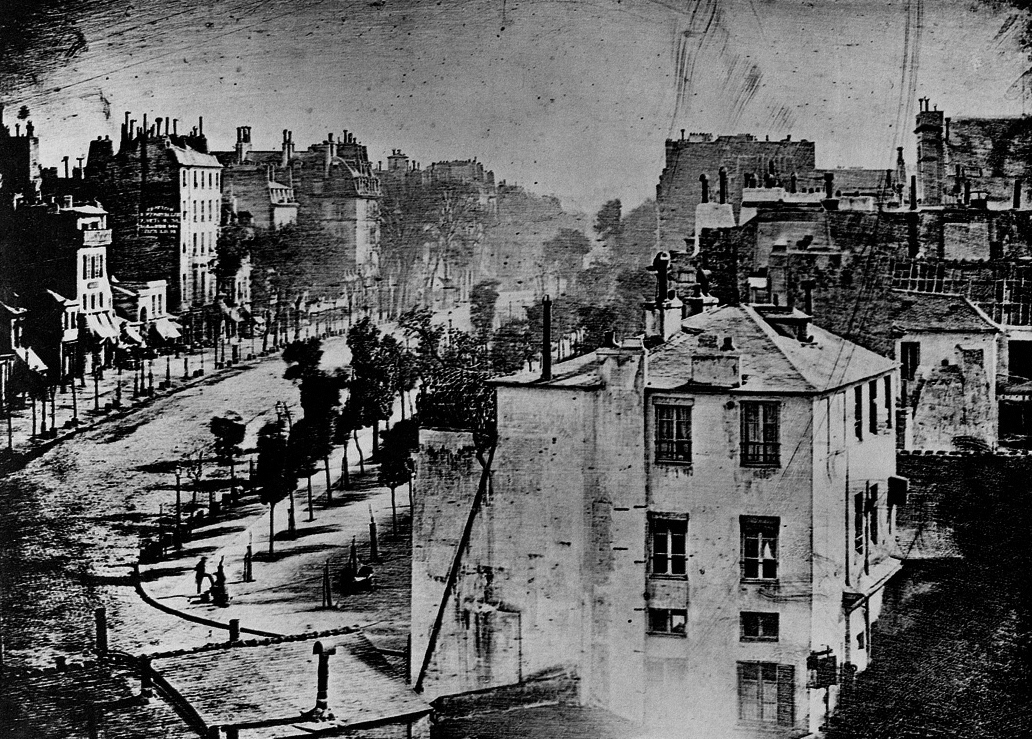
Бульвар дю Тампль. Дагеротипія 1838

Бульвар дю Тампль (фр. Boulevard du Temple) — бульвар у Парижі між третім і 11-м округами, який пролягає від площі Республіки до площі Падлу. У XVIII столітті тут зародився бульварний театр. Бульварні театри на бульварі дю Тампль стали взірцем для Віденського приміського театру і театру в Берліні.

## Історія

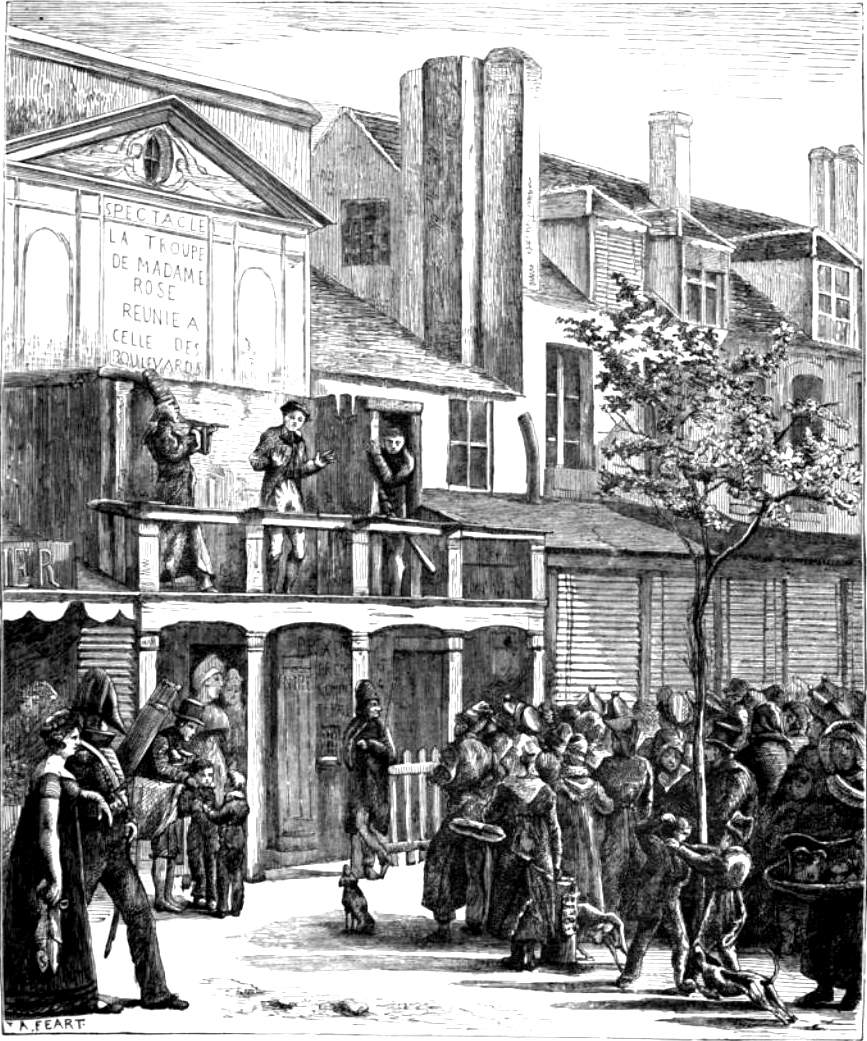
Театральний парад у 1816 році

Свою назву бульвар отримав від середньовічної фортеці Тампль, побудованої тамплієрами, у ті часи ще за межами Парижа.
Бульвар знаходиться на місці міського муру, спорудженого за часів Карла V, що простояв до часів Людовика XIV. Сам бульвар з висадженими вздовж деревами було прокладено в 1656—1705 роках.
Під час Французької революції театральні заклади на бульварі дю Тампль з часом витіснили паризький ярмарковий театр, який мав в ті часи успіх. Після пожежі на ярмарку Сен-Жермен у 1762 році, деякі театри і кафе переїхали до будівлі на бульварі. В 1782 році наставник мадам Тюссо Філіпп Куртіус представив тут свою другу виставку. З 1791 театри набули все більшого поширення. Театри розташовувалися на північно-східній стороні бульвару. Єдиний театр на протилежному боці — Théâtre Déjazet — є також єдиним театром, що зберігся до нашого часу..
Через велику кількість кримінальних драм, що йшли на сценах театрів, бульвар прозвали Кримінальним бульваром (Boulevard du Crime). У першій половині XIX століття найпопулярнішим автором і режисером був родоначальник сценічної мелодрами Піксерекур, якого називали «Корнелем бульварів». Також мали успіх комічні пантоміми та феєрії. У 1819 році на сцені театру Фюнамбюль мім Жан-Батист Дебюро створив поетичний образ нещасного закоханого П'єро.
В 1835 році, під час замаху Фієскі на короля Луї-Філіпа I за допомогою «пекельної машини», постраждала велика кількість людей, які знаходилися в цей час на бульварі дю Тампль.
В 1838 році на бульварі дю Тампль було зроблено одну з перших фотографій із зображенням людини. На цьому дагеротипі бульвар виглядає безлюдним, проте це пов'язано з витримкою тривалістю понад 10 хвилин, протягом якої пішоходи та транспорт зникли з виду, і лише одна людина, що зупинилася у чистильника взуття, залишилася в кадрі.
Під час містобудівних робіт під керівництвом барона Османа у другій половині XIX століття, частина кварталу Маре була перепланована. При цьому постраждав і бульвар дю Тампль — більшість театрів було знесено в 1862 році заради розширення площі Республіки.
Реконструкцію бульвару першої половини XIX століття можна побачити у фільмі Марселя Карне «Діти Райка» (1945).

## Колишні театри на бульварі
- 1759: Théâtre des Grands-Danseurs du Roi, з 1792 року Théâtre de la Gaîté
- 1769: Théâtre de l'Ambigu-Comique заснований Nicolas-Médard Audinot, став потім Folies-Dramatiques в 1832 році
- 1774: Théâtre des Associés
- 1779: Théâtre des Variétés-Amusantes
- 1785: Théâtre des Délassements-Comiques Планше-Валкур
- 1787: Cabinet des figures de cire (Кабінет воскових фігур), закритий в 1847 році

## Транспорт
- Метро: лінії 3, 5, 8, 9, 11, станції République або Filles du Calvaire.